# Гора Рогволода и Рогнеды
Гора Рогволода и Рогнеды (другие названия — Курган Рогволода и Рогнеды, Рогнедин курган, Церковка) — городище XII века в Россонском районе Витебской области Белоруссии. Находится неподалёку от деревни Перевоз, на юго-восточном берегу озера Дриссы, между устьем реки Уща и истоком реки Дрисса.

## Описание
В наши дни городище представляет собой высокий холм, вытянутый с северо-запада на юго-восток. Площадь холма в плане составляет 50×20 м, высота — 10-12 м. Высота вершины над уровнем моря — 158 м.
Склоны поросли сосновым лесом. На вершине установлен старинный гранитный крест.

## История исследования
Названия «Гора Рогволода и Рогнеды» и «Рогнедин курган» встречаются в краеведческих источниках с 1867 года.
В советские годы городище обследовалось археологами: в 1974 году — Г. В. Штыховым, в 1981 году — Т. С. Скрипченко. Кроме того, в 1970 году Э. М. Зайковский проводил шурфовку в северной части городища.
В ходе раскопок обнаружены фрагменты гончарной керамики XII века, а также два фрагмента лепной керамики с органическими добавками в глине (один — с гребенчатым орнаментом, другой — со штриховкой). Толщина культурного слоя составляет 40 см.
Кроме того, археологи обнаружили на территории городища сверлёные каменные топоры времён неолита или раннего бронзового века — объекты значительно более раннего периода.
В настоящее время объект входит в Государственный список историко-культурных ценностей Республики Беларусь.

## Легенды
По народному преданию, именно на этом месте был убит полоцкий князь Рогволод после захвата Полоцка новгородским князем Владимиром Святославичем во второй половине X века, а через несколько десятилетий здесь же была похоронена Рогнеда, дочь Рогволда.
Другое поверье утверждает, что накануне войны с кургана спускается всадник на белом коне и в боевых доспехах.